# Elfer raus!
Elfer raus! ist ein Kartenspiel, das aus 80 Spielkarten besteht; auf den Karten sind die natürlichen Zahlen von eins bis zwanzig in jeweils einer der vier Farben (Blau, Grün, Rot und Orange, ursprünglich jedoch Gelb) aufgedruckt. In einer ersten Fassung des Spiels waren es nur drei Farben und 60 Karten. Ziel des Spiels ist es, durch kontinuierliches Ablegen als Erster keine Karten mehr auf der Hand zu haben. Es gibt auch eine Junior-Edition, bei der die Karten mit Tiermotiven illustriert sind.
Erstmals tauchte das Kartenspiel 1925 im Katalog der Firma Hausser auf. Nach dem Konkurs der Firma Hausser im Jahr 1983 vertreibt die Firma Ravensburger das Kartenspiel.
Das Spiel dauert ca. 20 Minuten und ist laut Hersteller für Menschen im Alter von sieben Jahren an gedacht.

## Spielverlauf
Zu Beginn des Spiels werden Karten an zwei bis sechs Spieler verteilt; 20 Karten (bzw. bei 2 Spielern 40 Karten) verbleiben verdeckt auf einem Kartenstapel. Als erste Karte muss die rote Elf auf den Tisch gelegt werden. Ist kein roter Elfer ausgeteilt worden, gilt als Farbrangfolge für Elfer Gelb-Grün-Blau. Danach können reihum Karten abgelegt werden: entweder an eine nächsthöhere oder nächstniedrigere Zahl der auf dem Tisch offen liegenden Karten mit der gleichen Farbe. Jeder Spieler kann beliebig viele passende Karten auslegen. Kann nicht abgelegt werden, müssen bis zu drei Karten vom Kartenstapel gezogen werden. Auf diese Weise entstehen vier Zahlenreihen.

## Strategisches
Das Spiel ist kein reines Glücksspiel, da es ein taktisches Element enthält: Man kann eine Karte, die man eigentlich ausspielen könnte, zurückhalten, um andere Spieler mit niedrigeren oder höheren Zahlen der gleichen Farbe zu blockieren. Jedoch muss der Spieler mindestens eine Karte ausspielen, wenn er kann. Da zu jeder Spielsituation maximal acht verschiedene Karten gelegt werden könnten (in der Regel sind es aber meist weniger, da zu Beginn des Spiels entweder noch nicht alle Reihen eröffnet sind oder gegen Mitte die ersten Reihen schon beendet sind), diese Karten sich aber auf alle Spieler wie den Ziehstapel aufteilen, ist das taktische Element meist sehr beschränkt und man muss Glück haben, um es sinnvoll einsetzen zu können. Dadurch, dass es zu jeder Karte nur einen eindeutigen Weg gibt, ist man häufig auf das Glück angewiesen. Liegt zum Beispiel eine Karte, die ein Spieler zum Gewinnen braucht, an unterster Position des Ziehstapels (die Wahrscheinlichkeit dafür ist recht hoch), müssen erst alle Karten gezogen werden, bevor dieser Spieler überhaupt gewinnen kann. Es sind sogar Situationen möglich, in denen ein Spieler unabhängig davon, was er und die anderen spielen, allein anhand der Karten, die ihm am Anfang des Spieles zugeteilt wurden, unter keinen Umständen gewinnen kann. Bei vier bis sechs Mitspielern ist es sogar sehr wahrscheinlich, dass diese Benachteiligung mindestens einen trifft.

## Spielvarianten
Die Spielanleitung beschreibt 13 Varianten zur Grundregel und andere Kartenspiele. So darf in der Variante „Zahlenwechsel“ jede Farbe statt mit der Elf auch mit der Zehn oder Zwölf begonnen werden, und in der Variante „Auslosen“ bestimmt (wie bei dem französischen Kartenspiel „Domino“) der erste Spieler, welche Zahl die Rolle der Elf übernimmt.
Unter den beschriebenen weiteren Spielen sind Adaptionen von Schnipp-Schnapp, Quartett und Schwarzer Peter.
Mit den Spielkarten lässt sich auch die Kartenspielvariante Stiche-Raten, auch als „Stiche-Ansagen“ bekannt, spielen.

## Spielergemeinde
Das Spiel ist insbesondere in Südwestdeutschland verbreitet und wurde auch im pietistischen und evangelikalen Umfeld gerne gespielt, weil es im Gegensatz zu anderen ohne die "sündigen" Bildmotive und Symbolik der klassischen Kartenspiele auskommt.

## Elfer raus! Das Brettspiel
2012 erschien mit Elfer raus! Das Brettspiel eine von Reiner Knizia entwickelte Variante in Form eines Legespiels.
Gespielt wird mit den Karten nachempfundenen Plättchen, die auf vorgedruckte Felder des Spielplans abgelegt werden müssen. Die Spielregeln sind an die des Kartenspiels angelehnt: Jeder Spieler erhält zu Beginn eine bestimmte Menge an Plättchen. Eröffnet werden die Farbreihen wiederum durch das Auslegen des entsprechenden 11er-Plättchens, weitere Plättchen müssen jeweils an bereits ausliegende Plättchen angelegt werden. Gegenüber dem Kartenspiel wurden jedoch verschiedene Zusatzregeln eingebaut, welche das Spiel flexibler gestalten: So gelten beispielsweise alle 1er- und 20er-Felder untereinander als benachbart, ebenso einige andere Felder. Einige Zahlen sind farblos und können demnach für jede der vier Farben angelegt werden. Darüber hinaus ermöglichen einige Aktionen Bonuszüge oder das Abgeben von Plättchen an den Nachbarn.